# Perforering

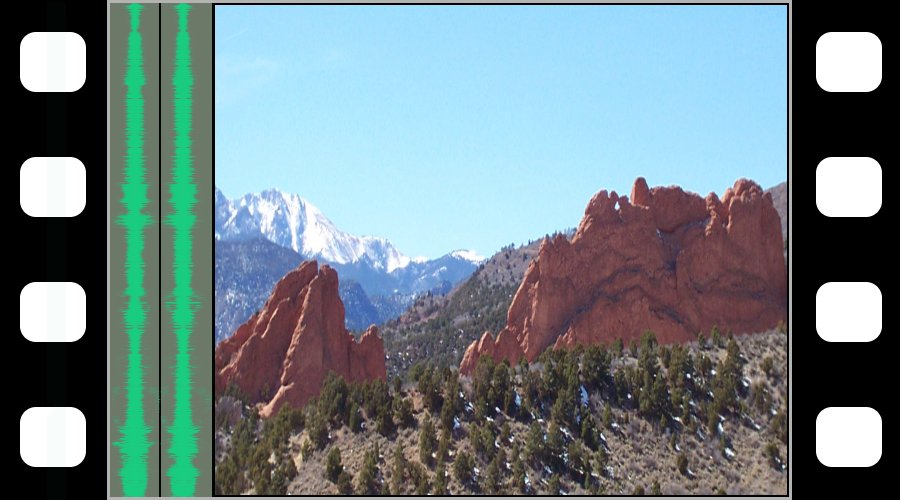
Filmremsor är perforerde längs båda sidorna så att filmen kan matas framåt i kameran eller projektorn

Perforering, rad av hål i ett tillverkat föremål ibland för att underlätta separering, till exempel toapapper, eller för att underlätta vikning, exempelvis i botten-pappret i ett CD-fodral (jmfr bigning). På båda sidorna längs en filmremsa finns perforerade hål så att remsan kan matas framåt i en kamera eller projektor. Ibland finns hålen för att släppa igenom luft.